# Emiliano González (futbolista)
Emilio Emiliano González (Villa Dolores, Córdoba, el 29 de mayo de 1998) es un futbolista argentino que se desempeña cómo arquero. Actualmente se desempeña como futbolista en Almagro, participante de la Primera Nacional, segunda división de Argentina.

## Biografía
Emilio Emiliano González es oriundo de Villa Dolores, Córdoba, aunque desde muy chico se fue a vivir a Villa Mercedes, San Luis.
Se formó en las divisiones inferiores de Estudiantes de La Plata. El entrenador Oscar Malbernat, quien falleció en 2019, lo descubrió en 2015 y lo llevó a La Plata para hacer una prueba. 

## Trayectoria

### Estudiantes de La Plata
El 1 de junio de 2016, integró el plantel campeón del torneo juvenil sub-19 del Club Estudiantes de La Plata, que se consagró en la Frenz International Cup 2016 disputada en Malasia, derrotando en la final al Internacional de Brasil.
En el Pincha fue convocado en 54 oportunidades, desde julio de 2019, pero no alcanzó a debutar. Viendo que estaba considerado como tercera opción para el Ricardo Zielinski, director técnico en esos años de Estudiantes, además de tener por delante a Mariano Andújar, decidió salir a préstamo al Club Almagro en diciembre de 2021 sin cargo y con opción de compra.

### Almagro
En enero de 2022, llegó al club mediante un préstamo sin cargo y con opción de compra, hasta el 31 de diciembre del propio año. 
Fue así como su debut profesional se produjo el 2 de abril de 2022, ante Chacarita Juniors en el Campeonato de Primera Nacional 2022. El Funebrero ganaba 3 a 1 y Norberto Paparatto, técnico de Almagro, lo mandó a la cancha en lugar de Cristian Aracena para disputar el segundo tiempo. Desde que ocupó el arco tricolor, en veintisiete partidos le convirtieron veinte goles, quedando con la valla invicta en doce de veintisiete partidos jugados.
El 25 de octubre de 2022, Estudiantes de La Plata oficializa la venta del jugador al Club Almagro obteniendo este último los derechos federativos y el 50% de los derechos económicos por U$S450.000. 
En julio de 2023 sufrió la rotura del ligamento cruzado anterior de la rodilla derecha, por lo que deberá estar ausente por meses de la actividad profesional.

## Futbolista y boxeador
Emilio González tiene un pasado como boxeador. Se subió al ring en los campeonatos provinciales juveniles "José María Gatica". Sin embargo, le hizo caso a su padre, quien le dijo que hiciera lo que su corazón le dictase, pero que tenía más condiciones para ser arquero. De alguna u otra manera terminó poniéndose los guantes.

## Estadísticas
| Almagro Argentina | 2.ª                 | 2022                | 27 | 20 | 12 | 0 | 0 | 0 | — | — | — | 27 | 20 | 12 |
| Almagro Argentina | 2.ª                 | 2023                | 22 | 18 | 8  | 1 | 1 | 0 | — | — | — | 23 | 19 | 8  |
| Almagro Argentina | 2.ª                 | 2024                | 0  | 0  | 0  | 0 | 0 | 0 | — | — | — | 0  | 0  | 0  |
| Almagro Argentina | Total club          | Total club          | 49 | 38 | 20 | 1 | 1 | 0 | 0 | 0 | 0 | 50 | 39 | 20 |
| Total en su carrera | Total en su carrera | Total en su carrera | 49 | 38 | 20 | 1 | 1 | 0 | 0 | 0 | 0 | 50 | 39 | 20 |
| (1) La copa nacional se refiere a la Copa Argentina, Supercopa Argentina, Copa de la Superliga y Copa de la Liga Profesional. (2) La copa internacional se refiere a la Copa Sudamericana, Recopa Sudamericana, Copa Libertadores y Copa Suruga Bank. |                     |                     |    |    |    |   |   |   |   |   |   |    |    |    |

## Palmarés
| Competición                  | Equipo                         | Sede    | Resultado |
| ---------------------------- | ------------------------------ | ------- | --------- |
| Frenz International Cup 2016 | Estudiantes de La Plata Sub-19 | Malasia | Campeón   |